# Hrabstwo Irion

Piramida wieku hrabstwa

Hrabstwo Irion – hrabstwo położone w USA, w stanie Teksas, na płaskowyżu Edwardsa. Jego siedzibą jest miasteczko Mertzon. Utworzone w 1889 r. Według danych z 2023 liczy 1549 mieszkańców. 

## Sąsiednie hrabstwa
- Hrabstwo Tom Green (północ i wschód)
- Hrabstwo Schleicher (południowy wschód)
- Hrabstwo Crockett (południowy zachód)
- Hrabstwo Reagan (zachód)

## Gospodarka
- wydobycie gazu ziemnego (21. miejsce w stanie) i ropy naftowej (24. miejsce)[2]
- hodowla owiec i kóz, oraz w niewielkim stopniu bydła[3]
- uprawa orzechów pekan[3].

## Demografia
Według danych pięcioletnich z 2023 roku, 69% mieszkańców stanowią osoby białe niebędące Latynosami. Mieszkańcy deklarują głównie pochodzenie: meksykańskie (29,9%), angielskie (24,5%), niemieckie (12,9%), irlandzkie (5,2%) i „amerykańskie” (3,5%).
Średni dochód gospodarstwa domowego (dane z 2023) w hrabstwie Irion wynosi 58 125 dolarów, zaś dochód na mieszkańca 32 883 dolarów. 8,9% mieszkańców żyje poniżej relatywnej granicy ubóstwa.

## Drogi główne
- U.S. Highway 67
- State Highway 163